# Састра Сабана
Са́стра Саба́на (индон.  Sastra Sabana) — литературный журнал на индонезийском языке в Индонезии.

## Краткая характеристика
Осн. в 2013 г. в Джокьякарте. С 2017 по 2019 гг. не выходил. Издание возобновлено в конце 2019 г. в обновленной концепции.
Целевая аудитория журнала — поколение Миллениума.
Выходит шесть раз в год.
Редактором журнала является Иман Буди Сантоса, среди членов редколлегии Эма Айнун Наджиб, Буди Сарджоно, Латиф С. Нуграха, Мустофа В. Хашим.
Издание осуществляется Группой литераторов Малиоборо.
Журнал публикует рассказы, стихи, эссе, рецензии. Среди известных писателей, публиковавшихся в журнале, — Фанни Дж. Пойк, Уми Кулсум, Рина Ратих, Мутиа Сукма, В. Санаверо и др.
Кроме того, важным направлением деятельности журнала является работа с молодыми литераторами через проведение мастерских и мастер-классов по писательскому мастерству.